# Saison 1972-1973 du Paris Saint-Germain
Maillots
Chronologie
Saison précédente Saison suivante
La saison 1972-1973 du Paris Saint-Germain est la troisième saison du club de la capitale. 
Malgré les succès sportifs des deux précédentes saisons, la Mairie de Paris, propriétaire du Parc des Princes et important bailleur de fonds du nouveau PSG, refuse de soutenir un club basé hors du territoire de la ville de Paris, le Paris Saint-Germain étant considéré comme un « club banlieusard ». Menacé dans son existence, le PSG est scindé en deux en mai 1972 : la section professionnelle reste en D1 sous les couleurs du Paris FC, tandis que le reste du club, et notamment l'équipe amateur évoluant en Division 3, conserve l'identité « Paris Saint-Germain ». 
Lors de cette saison 1972-1973, le PSG dispute alors la Division 3.

## Compétitions

### Championnat
La saison 1972-1973 de Division 3 est la deuxième édition du Championnat de France de Division 3. La division oppose 96 clubs répartis dans six groupes géographiques de 16 clubs. Les premiers des six groupes sont répartis au sein de deux poules de trois équipes, où chaque équipe s'affronte seulement une fois chacune. Les vainqueurs des deux poules s'affrontent sur un match aller-retour, le meilleur est alors sacré champion.

#### Classement final
Le Paris Saint-Germain termine deuxième du groupe Ouest avec 17 victoires, 8 matchs nuls et 5 défaites. Une victoire rapportant deux points et un match nul un point, le PSG totalise 42 points soit six de moins que l'US Quevilly. Les Parisiens possèdent la deuxième meilleure différence de buts de leur groupe. Profitant du refus de montée de l'US Quevilly pour des raisons financières, le PSG est promu en Division 2.
| Rang | Équipe                | Pts | J  | G  | N  | P  | Bp | Bc | Diff |
| ---- | --------------------- | --- | -- | -- | -- | -- | -- | -- | ---- |
| 1    | US Quevilly           | 48  | 30 | 21 | 6  | 3  | 57 | 12 | +45  |
| 2    | Paris Saint-Germain   | 42  | 30 | 17 | 8  | 5  | 67 | 28 | +39  |
| 3    | Évreux AC             | 39  | 30 | 15 | 9  | 6  | 39 | 20 | +19  |
| 4    | Stade Quimpérois      | 36  | 30 | 15 | 6  | 9  | 49 | 32 | +17  |
| 5    | Stade rennais FC rés. | 36  | 30 | 16 | 4  | 10 | 40 | 29 | +11  |
| 6    | US Concarneau         | 31  | 30 | 11 | 9  | 10 | 31 | 43 | -12  |
| 7    | CA Lisieux            | 28  | 30 | 8  | 12 | 10 | 23 | 26 | -3   |
| 8    | Amicale de Lucé       | 28  | 30 | 11 | 6  | 13 | 29 | 44 | -15  |
| 9    | AS Poissy             | 28  | 30 | 10 | 8  | 12 | 30 | 25 | +5   |
| 10   | Stade brestois rés.   | 27  | 30 | 10 | 7  | 13 | 37 | 42 | -5   |
| 11   | Le Havre AC           | 27  | 30 | 10 | 7  | 13 | 31 | 29 | +2   |
| 12   | SO Cholet             | 27  | 30 | 10 | 7  | 13 | 31 | 29 | +2   |
| 13   | Red Star FC rés.      | 26  | 30 | 8  | 10 | 12 | 37 | 41 | -4   |
| 14   | UCK Vannes            | 22  | 30 | 9  | 4  | 17 | 22 | 47 | -25  |
| 15   | FC Rouen rés.         | 19  | 30 | 8  | 3  | 19 | 32 | 71 | -39  |
| 16   | Saint-Brieuc          | 16  | 30 | 6  | 4  | 20 | 31 | 68 | -37  |

### Coupe de France
La Coupe de France 1972-1973 est la 56e édition de la Coupe de France, une compétition à élimination directe mettant aux prises tous les clubs de football amateurs et professionnels à travers la France métropolitaine et les DOM-TOM. Elle est organisée par la FFF et ses ligues régionales.
C'est l'Olympique lyonnais qui remportera cette édition de la coupe de France en battant sur le score de deux buts à un le FC Nantes.